# Бертгун (элдормен Суссекса)
Бертгун (др.-англ. Beorhthun, англ. Berthun; погиб около 686) — элдормен Суссекса, возможно, король Суссекса около 685—686 годов.

## Биография
Согласно Беде Достопочтенному, около 685 года в Суссекс вторгся изгнанный из Уэссекса принц Кэдвалла. В битве с ним был убит король Этельвальк. Однако двум элдорменам, Бертгуну и Антгуну, удалось изгнать Кэдвалу, после чего они сами стали управлять королевством, возможно, в качестве королей. 
В 686 году Кэдвалла стал королём Уэссекса. Получив новые ресурсы, он вновь вторгся в Суссекс. В результате Бертгун был убит. После этого Кэдвлала на несколько лет сделал Суссекс провинцией Уэссекса. Хотя после его смерти в Суссексе появился новый король, он был вассалом короля Уэссекса Ине, преемника Кэдвалы.